# Calton Banze
Tomás Daniel Calton Banze (ur. 26 stycznia 1957) – mozambicki piłkarz grający na pozycji napastnika. W swojej karierze grał w reprezentacji Mozambiku.

## Kariera klubowa
Swoją karierę piłkarską Banze rozpoczął w klubie Grupo Desportivo de Maputo, w którym zadebiutował w 1983 roku i grał w nim do 1988 roku. Wraz z Grupo Desportivo wywalczył dwa tytuły mistrza Mozambiku w sezonach 1983 i 1988. W 1988 roku wyjechał do Portugalii, gdzie grał kolejno w takich klubach jak: Sporting CP (1988-1989), Atlético CP (1989-1990), SC Mirandela (1990-1991), AD Valpaços (1991-1992), GD Foz Côa (1992-1993), GD Mangualde (1993-1994), AD Fornos de Algodres (1994-1997) i GDR Figueiró da Granja (2000-2001).

## Kariera reprezentacyjna
W 1986 roku Banze został powołany do reprezentacji Mozambiku na Puchar Narodów Afryki 1986. Na tym turnieju rozegrał dwa mecze grupowe: z Senegalem (0:2) i z Egiptem (0:2). W kadrze narodowej grał do 1989 roku.